# Arx Fatalis
Arx Fatalis (с лат. — «Цитадель судьбы») — компьютерная ролевая игра от первого лица, разработанная французской студией Arkane Studios, вышедшая в ноябре 2002 года, считается дальнейшим развитием идей Ultima Underworld. В России официально издана под названием «Arx Fatalis. Последний бастион».
В начале 2011 года компания Bethesda Softworks, подразделением которой является Arkane Studios, открыла исходные коды игры под лицензией GPLv3.

## Сюжет
Мир, в котором происходит действие игры, носит название Экзоста. На планету упал загадочный метеорит, и спустя несколько лет Солнце Экзосты начало постепенно, но неуклонно угасать, и с каждым днём становилось всё холоднее. Практически никто не догадался о связи этих событий.
Жители Экзосты поняли, что нужно искать другое убежище. На время все расы (люди, гоблины, тролли, гномы и другие) забыли о вражде и объединили свои усилия чтобы приспособить для жилья громадные шахты гномов, где можно укрыться от вечного холода и тьмы. С помощью магии удалось создать в шахтах подобие биосферы и перенести туда всё необходимое для жизни. Во время работ люди впервые встретились с таинственной расой женщин-змей, которые во многом помогли своими магическими и алхимическими знаниями, и крысолюдей, неуловимых убийц, привыкших жить под землёй, в канализациях и заброшенных шахтах. Со временем все расы смогли обустроиться и привыкнуть к жизни под землёй, и уже родилось поколение, которое никогда не видело поверхности. Редкие новости приносила лишь Гильдия путешественников, горстка отчаянных смельчаков, разработавших способы противостояния холоду. Они странствуют по поверхности, перенося товары от одного подземного города к другому. В одном из таких подземных городов-оплотов — Арксе главный герой обнаруживает себя в гоблинской тюрьме, ничего не помня о себе. Сбежав из заключения, он постепенно восстанавливает свою память. Он является посланником из измерения Богов Нодена, присланным для того, чтобы остановить бога разрушения Акбаа, пытающегося получить физическую форму в Арксе.

## Игровой процесс
В начале игры Arx Fatalis позволяет игроку создать своего игрового персонажа, распределяя очки навыков между различными характеристиками, включая навыки создания заклинаний, владения оружия, ношения доспехов, скрытности и прочие. В Arx Fatalis присутствуют элементы крафтинга, включая приготовление еды, создание оружия и доспехов.
Основной задачей является победа над богом Акбаа, для достижения которой необходимо выполнить ряд заданий для создания меча, способного его остановить. Побочные задания могут попадаться игроку по мере исследования Аркса, включающие разрешение конфликтов между различными группировками. Способ их решения может отличаться, причём каждый исход будет так или иначе влиять на общий ход истории. В игре отсутствует система диалогов, вместо неё игрок влияет на сюжет выбором из имеющихся непосредственных действий, например убийство ключевого персонажа, передача ключевого предмета или решение головоломки.
Отличительной особенностью боевой системы Arx Fatalis является уникальная система заклинаний. Игрок, желая сотворить определённое заклинание, должен «начертать» его составные руны в воздухе с помощью движений мыши и удержания контрольной клавиши. Если руна выйдет неправильной, то заклинание не будет произведено. По мере исследования мира игрок сможет найти или купить различные руны, комбинации которых приводят к сотворению различных заклинаний.
Другим немаловажным элементом Arx Fatalis является система скрытности, позволяющая скрываться игроку в тени и тёмных местах.

## Разработка
На игровой процесс и общую стилистику Arx Fatalis сильное влияние оказали игры серии Ultima Underworld. Планировался что проект первой игры Arkane Studios должен был стать Ultima Underworld III, однако несмотря на поддержку оригинальных разработчиков Ultima Underworld, Arkane Studios не удалось договориться с правообладателем серии Electronic Arts, требовавшим внести в проект ряд изменений. Отвергнув эти изменения, Arkane Studios была вынуждена создавать игру в оригинальном сеттинге, имеющем собственную историю.
На поздних этапах разработки студия испытывала проблемы с поиском издателя для предстоящего выхода игры, осложнявшиеся тем, что денежные средства компании подходили к концу. В конце концов, Arkane удалось заключить договор с немецким издателем JoWooD Productions, и игра была выпущена в 2002 году для платформы Windows, а в следующем — для Xbox.
В 2011 году Arkane Studio выпустила финальный патч 1.21, а также исходный код игры под лицензией GPLv3. На основе этого кода стартовал проект Arx Libertatis, который исправил многие ошибки оригинала и позволил портировать игру на другие платформы, включая Linux и macOS.

## Рецензии
| Сводный рейтинг       | Сводный рейтинг      | Сводный рейтинг     |
| Издание               | Оценка               | Оценка              |
| Издание               | PC                   | Xbox                |
| --------------------- | -------------------- | ------------------- |
| GameRankings          | 80,01 %              | 72,61 %             |
| Metacritic            | 77 / 100 (24 обзора) | 71 / 100 (31 обзор) |
| Иноязычные издания    |                      |                     |
| Издание               | Оценка               | Оценка              |
| Издание               | PC                   | Xbox                |
| 1UP.com               |                      | B−                  |
| AllGame               | [ 15 ]               | [ 16 ]              |
| CVG                   | 8,3 / 10             |                     |
| Eurogamer             | 7 / 10               | 7 / 10              |
| GamePro               |                      | [ 20 ]              |
| GameRevolution        | B                    |                     |
| GameSpot              | 8,4 / 10             | 8,3 / 10            |
| GameSpy               | [ 24 ]               | [ 25 ]              |
| IGN                   | 8,0 / 10             | 7,8 / 10            |
| XboxAddict            |                      | 72,7 %              |
| GameStats             | 7,5 / 10             | 7,4 / 10            |
| Русскоязычные издания |                      |                     |
| Издание               | Оценка               | Оценка              |
| Издание               | PC                   | Xbox                |
| Absolute Games        | 80 %                 |                     |
| «Домашний ПК»         | [ 32 ]               |                     |
| «Игромания»           | 8,0 / 10             |                     |
| «Страна игр»          | 8,0 / 10             | 8,0 / 10            |

Хотя игра была хорошо принята критиками, в коммерческом плане она оказалась неудачной, на что повлияло неудачное время выхода: перед этим вышли крайне успешные The Elder Scrolls III: Morrowind и Neverwinter Nights, перетянувшие на себя внимание игроков.
Arx Fatalis была номинирована на лучшую компьютерную ролевую игру 2002 года изданиями Computer Gaming World, GameSpot и Academy of Interactive Arts & Sciences
Успех игры Arx Fatalis среди критиков дал Arkane возможность заключить договор с Valve на разработку следующей игры на движке Source. Первоначально разработчики планировали выпустить Arx Fatalis 2, однако недостаточные продажи первой игры отпугивали издателей. В конце концов, Arkane удалось договориться с Ubisoft, которая заказала у студии разработку игры во вселенной Might and Magic, которая вышла в 2006 году под названием Dark Messiah of Might and Magic. От Arx Fatalis игра унаследовала боевую систему и некоторые ролевые элементы.